# 大人のDSトレーニング
大人のDSトレーニング（おとなのディーエストレーニング）は、任天堂から発売されたニンテンドーDS用の一連のゲームソフト。

## シリーズ一覧
- 『東北大学未来科学技術共同研究センター川島隆太教授監修 脳を鍛える大人のDSトレーニング』
- 『東北大学未来科学技術共同研究センター川島隆太教授監修 もっと脳を鍛える大人のDSトレーニング』
- 『英語が苦手な大人のDSトレーニング えいご漬け』
- 『英語が苦手な大人のDSトレーニング もっとえいご漬け』